# Heinrich Schlusnus

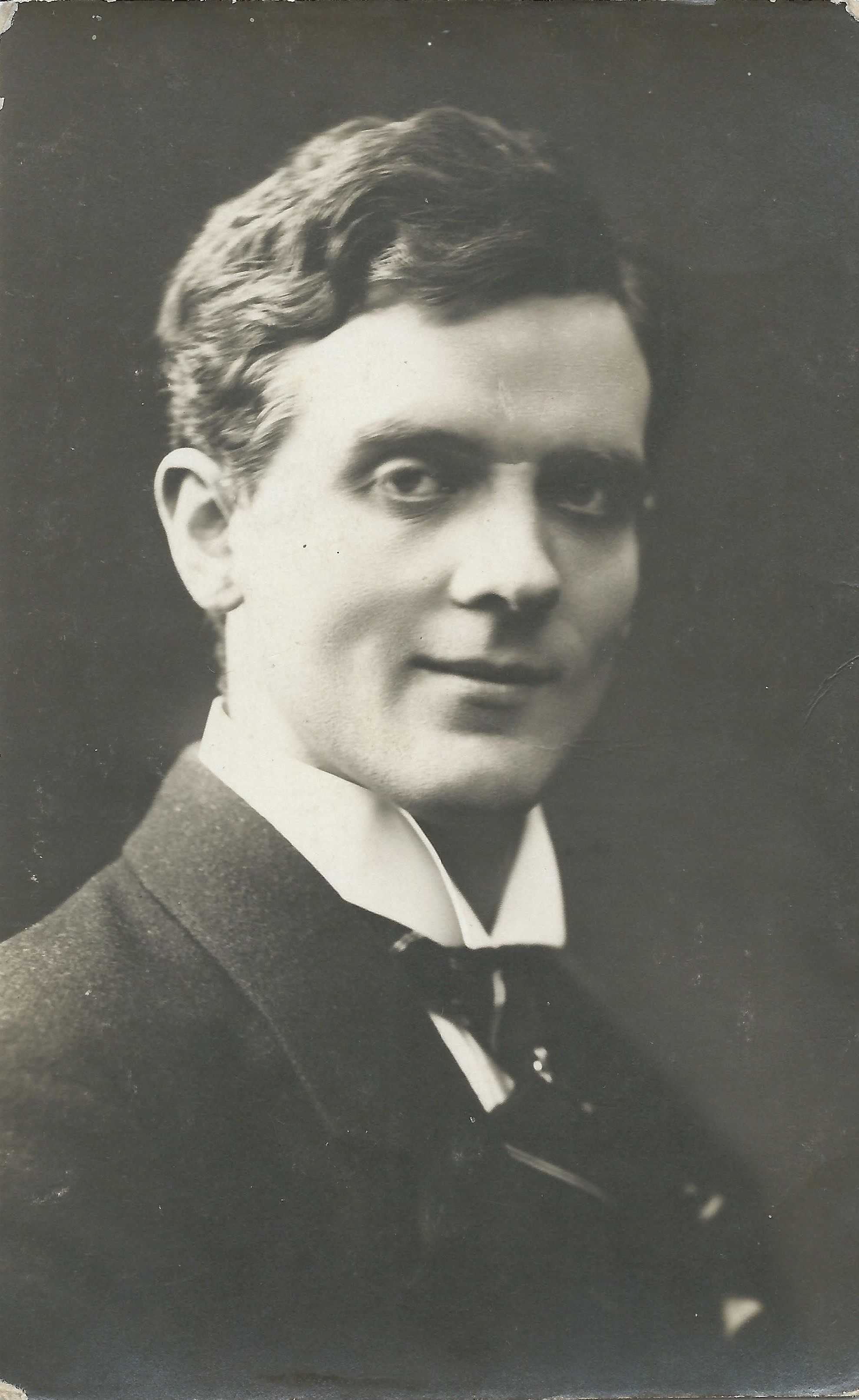
Heinrich Schlusnus (ca. 1916)

Heinrich Schlusnus (* 6. August 1888 in Braubach; † 18. Juni 1952 in Frankfurt am Main) war ein deutscher Opern- und Konzertsänger (Bariton).

## Leben

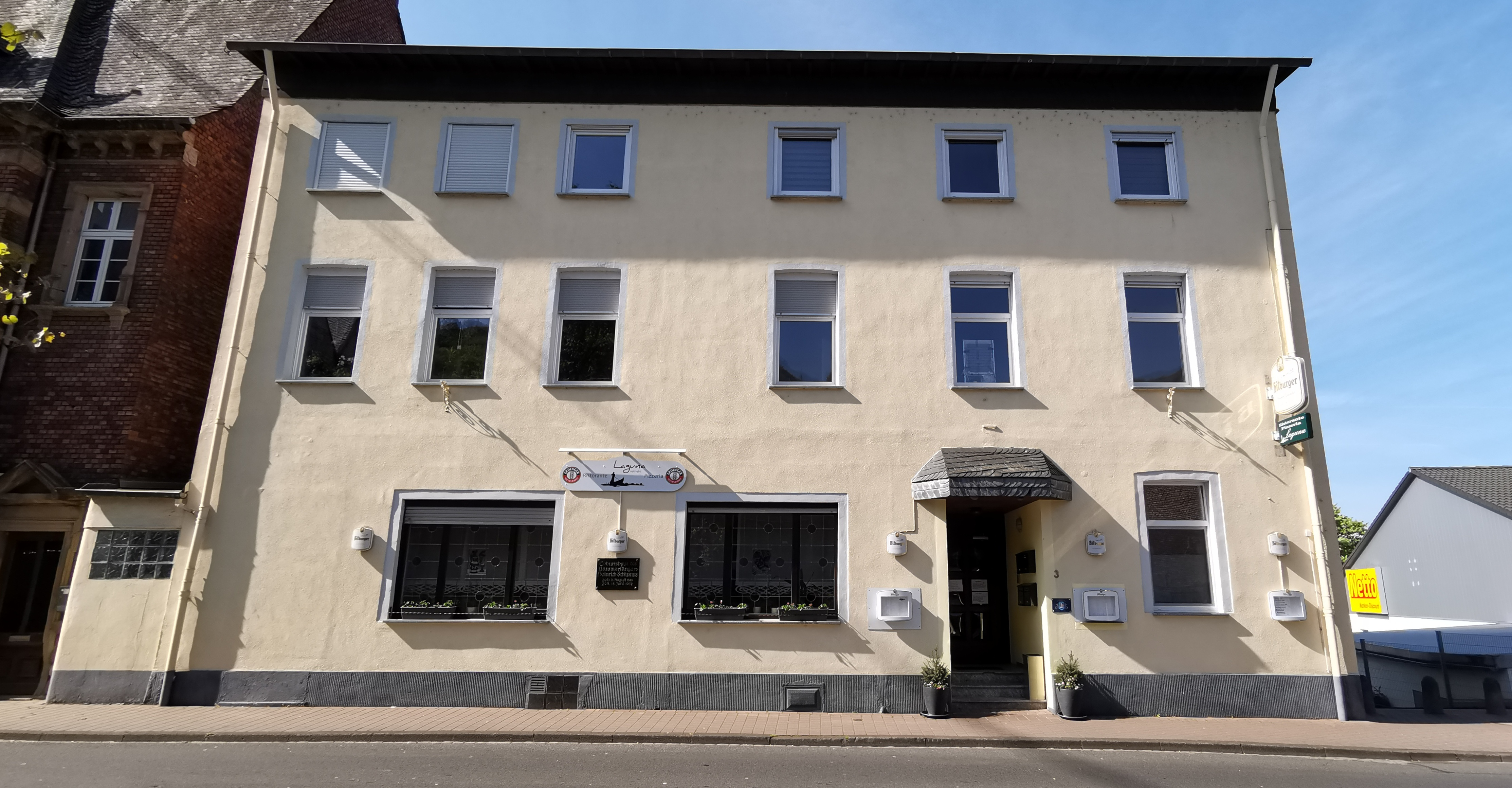
Geburtshaus in Braubach

Heinrich Schlusnus war das jüngste von acht Kindern. Sein Vater August Schlusnus (1842–1900) stammte aus Masuren. Als ehemaliger Feldwebel und Bediensteter der Eisenbahnverwaltung war er ins Rheinland versetzt worden. Seine Mutter Anna Schlusnus geb. Adam (1845/46–1936) stammte aus dem Westerwald. Schon als Kind zeigte sich Heinrich Schlusnus als sehr musikalisch, spielte Mundharmonika und fiel bereits als Schüler am Realgymnasium in Oberlahnstein durch einen ungewöhnlich großen Stimmumfang auf. Eine Gesangsausbildung blieb ihm jedoch vorerst versagt, da die finanziellen Möglichkeiten der Familie dazu nicht ausreichten.
Nachdem der Vater gestorben war, verließ Heinrich Schlusnus als 16-Jähriger die Schule mit der mittleren Reife und begann am 27. März 1905 eine Lehre im kaiserlichen Postdienst, wo er dem Telegrafenamt Koblenz zugeteilt wurde. Im April 1906 kam er für kurze Zeit nach Kaisersesch in der Eifel, wo er im Posthaus wohnte und in der Telefonzentrale im Tag- und Nachtdienst arbeitete. Am 29. April 1906 empfing die Oberpostdirektion in Koblenz ein Telegramm aus Kaisersesch mit folgenden Worten: „Der hiesige Postgehilfe Schlusnus ist seit heute früh gegen 6 Uhr spurlos verschwunden, die Familie habe mitgeteilt, sie habe einen Brief bekommen, in dem er mitteilte, er habe an der Post keine Freude mehr, er würde in die Welt hineingehen.“ Vom Heimweh getrieben kehrte er nach Hause zurück, wo man seinen Fehltritt jedoch rasch wieder ausbügelte und er eine neue Anstellung bei der Post erhielt. Seine nächsten Stationen waren erst Winningen, dann Zell, St. Goar und letztlich noch Bendorf, wo er am 19. Mai 1909 seine Postassistentenprüfung ablegte. Im Anschluss arbeitete er noch in Kastellaun, bevor er 1910 nach Frankfurt ging.
In Frankfurt erhielt er vom Gesangspädagogen Alexander Wellig Gesangsunterricht und gab 1912 sein erstes Konzert. Nach kurzer Teilnahme am Ersten Weltkrieg wurde er im August 1914 an der belgischen Front verwundet. Nach seiner Rückkehr nach Deutschland entschloss er sich, eine Laufbahn als Opernsänger einzuschlagen, und debütierte 1915 am Hamburger Stadttheater als Heerrufer in Lohengrin. Danach war er am Stadttheater Nürnberg engagiert und in der Zeit von 1917 bis zur kriegsbedingten Schließung der Theater per 1. September 1944 an der Berliner Staatsoper tätig. Im Rahmen der Verdi-Renaissance der zwanziger Jahre sang er dort unter anderem 1932 in der Premiere der Sizilianischen Vesper. Im April 1918 gab er in Berlin seinen ersten Liederabend, dem mehr als 2.000 weitere Abende folgten. Schlusnus trat unter anderem in Chicago (1927), bei den Bayreuther Festspielen (1933) und in Südafrika (1949) auf. Seine bekanntesten Partien waren der Wolfram in Tannhäuser, die Titelrolle im Rigoletto und Giorgio Germont in La traviata. Als Liedinterpret war er international erfolgreich, seine ständigen Begleiter am Klavier waren Felix Günther, Michael Raucheisen, Franz Rupp (1927 bis 1934), Sebastian Peschko (1934–1950), Paul Zoll und Otto Braun (1950–1951).
Von grundlegender Bedeutung war das Jahr 1919, als der bereits erfolgreiche Sänger noch einmal von vorn anfing, unter dem Gesangspädagogen Louis Bachner. Schlusnus hatte einmal in seiner Jugend den Instinkt für den freien und ungekünstelten Naturgesang, der in der Frankfurter Lehrzeit verschüttet worden war. Damals wurde die Stimme durch das beliebte, sogenannte „Decken“ kehlig, dunkel und unfrei im Ton. Durch die Bachnersche Methode schälte sich das gültige Timbre heraus, und die Stimme erhielt eine mühelose und strahlende Höhe. So konnte Schlusnus einfach singen, wie man spricht, natürlich und deutlich, so dass gedruckte Programmtexte eigentlich überflüssig wurden. Bachner: „Mit Zinsen singen, nicht mit dem Kapital.“ Schlusnus: „[Er] hat mir die Freiheit der Stimme gegeben, meine Stimmtechnik und das Verständnis für das richtige Singen. Was ich bin, verdanke ich ihm.“
Schlusnus war ein weltweit angesehener Sänger, der sich anfangs nur zögerlich dem nationalsozialistischen System anpasste. So nahm er 1933 den in Hildesheim entlassenen jüdischen Kapellmeister Berthold Sander († November 1943 im KZ Theresienstadt) in seine Zehlendorfer Wohnung auf und sang noch am 26. Januar 1934 in einer Rundfunksendung Lieder von Felix Mendelssohn Bartholdy und Gustav Mahler. Trotzdem trat er 1935 auf der Hochzeit von Hermann Göring auf und machte am 29. März 1936 Wahlreklame für Adolf Hitler. 1935 ernannte ihn Goebbels zum Reichskultursenator. 1943 erhielt er die Goethe-Medaille für Kunst und Wissenschaft. In der Endphase des Zweiten Weltkriegs nahm ihn Hitler im August 1944 in die Gottbegnadeten-Liste der wichtigsten Künstler auf, was ihn von einem Kriegseinsatz auch an der Heimatfront befreite.
1945 stand Schlusnus zunächst auf der Schwarzen Liste der US-amerikanischen Militärregierung, wurde aber von der Spruchkammer in Frankfurt am Main am 28. August 1947 als „nicht betroffen“ entnazifiziert. Er wirkte in der Nachkriegszeit in der provisorischen Spielstätte der Frankfurter Oper, wo er 1948 zuletzt als Rigoletto auftrat. 1951 trat er noch einmal am Theater Koblenz als Giorgio Germont in La Traviata auf und gab im selben Jahr in Hannover seinen letzten Liederabend.
Ein Jahr später starb Heinrich Schlusnus in Frankfurt am Main an einer Herzerkrankung. Er wurde in seinem Geburtsort Braubach beigesetzt. Die Grabstätte dort existiert noch heute. Im Jahr 1977 wurde in der Berlin-Neuköllner High-Deck-Siedlung die Heinrich-Schlusnus-Straße nach dem Künstler benannt.
Schlusnus galt als „der bedeutendste deutsche Lied-Interpret seiner Generation“, als „vortrefflicher Verdi-Interpret“ und als „Liedersänger von höchstem künstlerischem Rang“. Er wirkte in verschiedenen Operngesamtaufnahmen mit, die auf Rundfunkproduktionen basieren, und bereits in den 1950er Jahren auf LP veröffentlicht wurden: Rigoletto (1944), Tannhäuser (1949) und in der Sizilianischen Vesper (1951).
Schlusnus heiratete im August 1914 in Frankfurt a. M. die Konzertsängerin Helene Anna Weigl (* 11. Dezember 1891, Frankfurt). Der gemeinsame Sohn Hans (1918–1943) fiel im Zweiten Weltkrieg. In zweiter Ehe war er seit dem 31. Juli 1933 mit der Sopranistin Annemarie (‚Annemay‘) Emilie Helene Frieda Schlusnus, geb. Kuhl (1904–1990), der vormaligen Ehefrau seines Lehrers Louis Bachner, verheiratet, mit der er auch im Duett sang und Schallplatten veröffentlichte.

## Diskographie (Auswahl)
- 1919 bis 1951: 514 kommerzielle Schallplattenaufnahmen, bis auf wenige Ausnahmen alle bei der Deutschen Grammophon-Gesellschaft. Davon sind fast 400 Titel Lieder, die Kompositionen umfassen die Zeit von Ludwig van Beethoven bis Richard Strauss.
- 1942: Giorgio Germont in La Traviata (deutsch, Querschnitt). Chor und Orchester der Berliner Staatsoper unter Hanns Steinkopf.
- 1944: Titelrolle in Rigoletto (deutsch). Chor und Orchester der Berliner Staatsoper unter Robert Heger. Deutsche Grammophon, Wiederveröffentlichung bei Preiser Records.
- 1949: Wolfram in Tannhäuser und der Sängerkrieg auf Wartburg, Chor und Orchester des Hessischen Rundfunks unter Kurt Schröder. Deutsche Grammophon. Wiederveröffentlichung bei Preiser Records
- 1951: Montfort in Die sizilianische Vesper (deutsch). Chor und Sinfonieorchester des Hessischen Rundfunks unter Kurt Schröder. Deutsche Grammophon. Wiederveröffentlichung bei Mytho.

## Schriften
- Heinrich Schlusnus: Plaudereien um Heinrich Schlusnus. Selbstverlag, Berlin 1935.